# Ecuación de Majorana
La ecuación de Majorana es una ecuación de onda relativista similar a la ecuación de Dirac, pero incluye el conjugado de carga ψc de un espinor ψ. Se llama así por el científico italiano Ettore Majorana, y en unidades naturales es:
{\displaystyle i{\partial \!\!\!{\big /}}\psi -m\psi _{c}=0\qquad \qquad (1)}
escrita en notación de Feynman, donde el conjugado de carga se define como
{\displaystyle \psi _{c}:=\gamma ^{2}\psi ^{*}\ }.

La ecuación (1) puede ser expresada, alternativamente, como
{\displaystyle i{\partial \!\!\!{\big /}}\psi _{c}-m\psi =0\qquad \qquad (2)}.
Si una partícula tiene una función de onda ψ que satisface la ecuación de Majorana, la cantidad m en la ecuación se llama la masa de Majorana. Si ψ = ψc entonces ψ se llama un espinor de Majorana. Al contrario del espinor de Weyl o el espinor de Dirac, el espinor de Majorana es una representación real del grupo de Lorentz, que es la razón por la cual está permitido incluir tanto al espinor como a su complejo conjugado en la misma ecuación. En verdad, existe otra forma de escribir un espinor de Majorana en función de cuatro componentes reales, lo que muestra por qué a veces se considera a la "conjugación compleja" como un artefacto de usar la notación de Dirac para un espinor real.